# Lac Ayan
Le lac Ayan est un lac du kraï de Krasnoïarsk, en Russie.

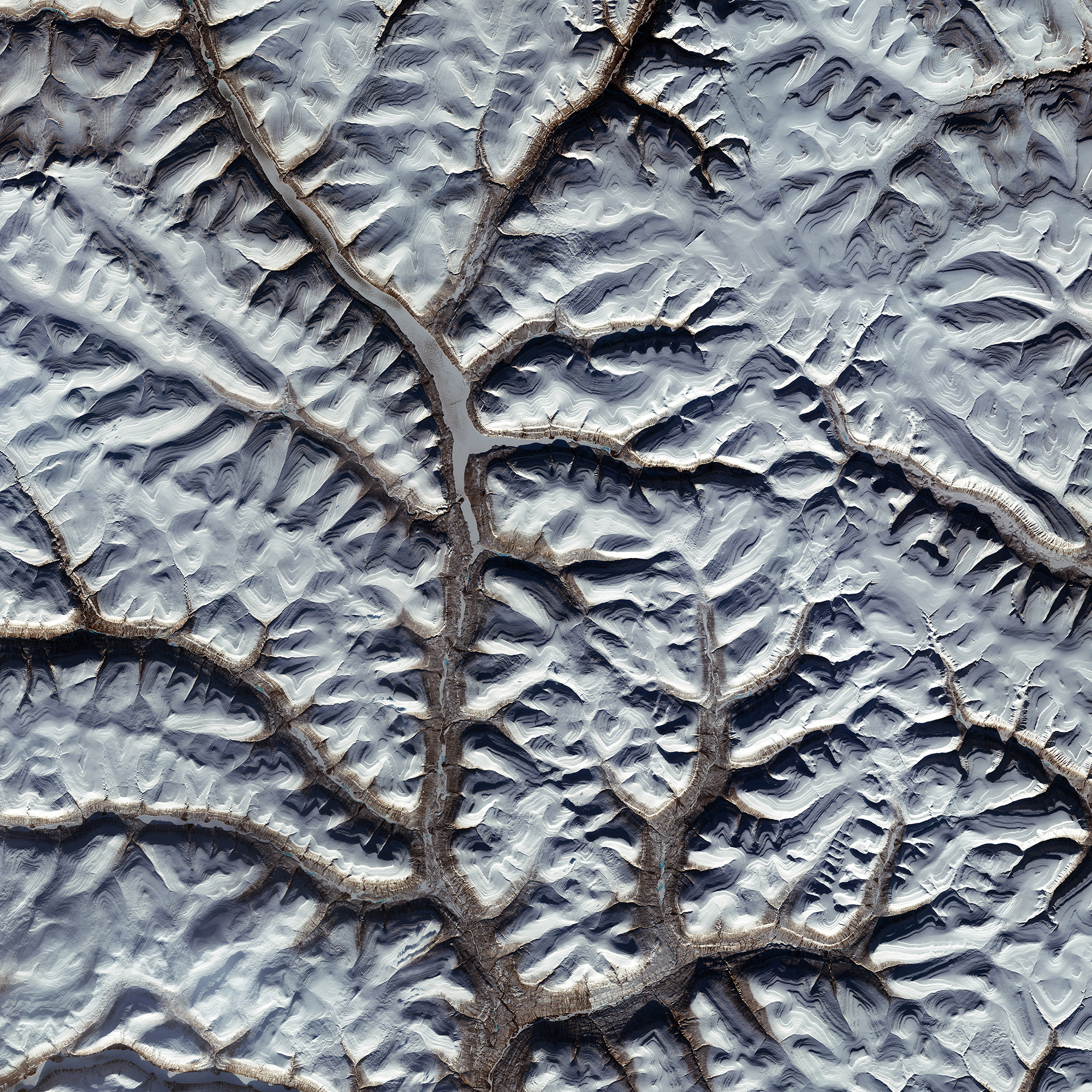
Le plateau de Poutorana. Le lac se trouve au milieu en haut.